# Bunga Mekar
Bunga Mekar is een bestuurslaag in het regentschap Klungkung van de provincie Bali, Indonesië. Bunga Mekar telt 2076 inwoners (volkstelling 2010).